# Neoeutrypanus
Neoeutrypanus is een kevergeslacht uit de familie van de boktorren (Cerambycidae). De wetenschappelijke naam van het geslacht werd voor het eerst geldig gepubliceerd in 1977 door Monné.

## Soorten
Neoeutrypanus omvat de volgende soorten:
- Neoeutrypanus decorus (Bates, 1881)
- Neoeutrypanus generosus (Monné & Martins, 1976)
- Neoeutrypanus glaucus (Melzer, 1931)
- Neoeutrypanus incertus (Bates, 1864)
- Neoeutrypanus inustus (Monné & Martins, 1976)
- Neoeutrypanus maculatus Monné, 1985
- Neoeutrypanus mutilatus (Germar, 1824)
- Neoeutrypanus nitidus (White, 1855)
- Neoeutrypanus nobilis (Bates, 1864)
- Neoeutrypanus sobrinus (Melzer, 1935)